# Atac a Gravesend
L'atac a Gravesend va ser l'últim dels quatre atacs del Regne de Castella al Regne d'Anglaterra, que tingué lloc durant l'estiu de l'any 1380, quan 20 galeres, comandades per l'almirall castellà Fernando Sánchez de Tovar, anaren des de Sevilla fins a Gran Bretanya. Aquesta flota, atacà, saquejà i calà foc a Gravesend i Londres. Aquest atac fou efectuat durant la Guerra dels Cent Anys, un conflicte entre Anglaterra i França en el que Enric II de Castella, qui fou el rei de Castella entre el 1367 i el 1379, donà suport al Regne de França.